# Éjimajomfélék
Az éjimajomfélék (Aotidae) az emlősök (Mammalia) osztályának a főemlősök (Primates) rendjéhez, tartozó család, egyetlen nemmel.
A régebbi rendszerbesorolások az ide tartozó fajokat a csuklyásmajomfélék (Cebidae) családjába és az Aotinae alcsaládba sorolták.

## Rendszerezés
Egészen az 1960-as évekig mindössze egy fajukat ismerte a tudomány, az Aotus trivirgatus-t, és azt egyszerűen éji majomnak hívták. Ezen belül megkülönböztettek néhány alfajt. Azóta több DNS-szintézisen alapuló vizsgálat igazolta, hogy a korábban egységesként kezelt faj valójában 10 különálló fajra bontható. A torokszínezetük alapján a fajokat két csoportba sorolják, megkülönböztetve a "szürketorkú éjimajmok" és a "vöröstorkú éjimajmok" csoportját.
Az alcsaládba az alábbi 1 nem és 10 faj tartozik:
Aotus
- Szürketorkú éjimajmok csoportja
  - Hershkovitz-éjimajom (Aotus hershkovitzi), kizárólag Kolumbia keleti részén él.
  - Közép-amerikai éjimajom (Aotus lemurinus), Panama, Kolumbia északi része és Venezuela nyugati vidékei tartoznak az elterjedési területébe.
  - Brumbach-éjimajom (Aotus brumbacki), több kutató szerint a közép-amerikai éjimajom alfaja csupán.
  - Keleti éjimajom vagy közönséges éjimajom (Aotus trivirgatus), Venezuelában és Brazília északkeleti részén él.
  - Kolumbiai éjimajom (Aotis vociferans), Kolumbia keleti vidékein és Nyugat-Brazíliában él.
- Vöröstorkú éjimajmok csoportja
  - Déli éjimajom vagy Azara-éjimajom (Aotus azarai) Dél-Brazíliában, valamint Bolívia, Paraguay területén továbbá Argentína északkeleti részén elterjedt.
  - Aotus infulatus – Sok kutató szerint a déli éjimajom alfaja csupán.
  - Andoki éjimajom (Aotus miconax), egy kis területen él Peru északi részén. Veszélyeztetett faj.
  - Nancy Ma-éjimajom (Aotus nancymaae), Peru északkeleti területein és Brazília északnyugati részén honos.
  - Feketefejű éjimajom (Aotus nigriceps), Peru keleti részén és Nyugat-Brazíliában él.